# Kanton Nonancourt
Der Kanton Nonancourt war bis 2015 ein französischer Wahlkreis im Arrondissement Évreux, im Département Eure und in der Region Haute-Normandie; sein Hauptort war Nonancourt. Der letzte Vertreter im Generalrat des Départements war von 2001 bis 2015 Joël Hervieu.
Der 14 Gemeinden umfassende Kanton war 150,16 km² groß und hatte 11.794 Einwohner (Stand: 2012).

## Gemeinden
| Gemeinde                   | Einwohner | Code postal | Code Insee |
| -------------------------- | --------- | ----------- | ---------- |
| Acon                       | 407       | 27570       | 27002      |
| Breux-sur-Avre             | 293       | 27570       | 27115      |
| Courdemanche               | 479       | 27320       | 27181      |
| Droisy                     | 344       | 27320       | 27206      |
| Illiers-l’Évêque           | 890       | 27770       | 27350      |
| Louye                      | 176       | 27650       | 27376      |
| La Madeleine-de-Nonancourt | 1.163     | 27320       | 27378      |
| Marcilly-la-Campagne       | 705       | 27320       | 27390      |
| Mesnil-sur-l’Estrée        | 1.031     | 27650       | 27406      |
| Moisville                  | 167       | 27320       | 27411      |
| Muzy                       | 694       | 27650       | 27423      |
| Nonancourt                 | 2.320     | 27320       | 27438      |
| Saint-Georges-Motel        | 950       | 27710       | 27543      |
| Saint-Germain-sur-Avre     | 1.128     | 27320       | 27548      |

## Bevölkerungsentwicklung
| 1962 | 1968 | 1975 | 1982 | 1990 | 1999   |
| ---- | ---- | ---- | ---- | ---- | ------ |
| 6006 | 6557 | 7023 | 7722 | 9978 | 10.747 |